# Edenvale
Edenvale este un oraș în partea de NE a Africii de Sud, în Provincia Gauteng, în Ekurhuleni. Numele localității provine de la John Eden, coproprietar al fermei Rietfontein.